# Margerie-Chantagret
Margerie-Chantagret é uma comuna francesa na região administrativa de Auvérnia-Ródano-Alpes, no departamento de Loire. Estende-se por uma área de 7,71 km². Em 2010 a comuna tinha 816 habitantes (densidade: 105,8 hab./km²).